# Krajowa Rada Biblioteczna
Krajowa Rada Biblioteczna – organ doradczy działający przy Ministrze Kultury i Dziedzictwa Narodowego. Rada została powołana na mocy Ustawy z dnia 27 czerwca 1997 r. o bibliotekach. Zmieniła ona nazwę i zadania Państwowej Rady Bibliotecznej utworzonej na mocy Ustawy z dnia 9 kwietnia 1968 r. o bibliotekach. Do jej zadań należy opiniowanie aktów prawnych dotyczących bibliotek, koordynowanie ogólnokrajowych przedsięwzięć bibliotecznych, stymulowanie rozwoju najważniejszych kierunków polskiego bibliotekarstwa, opiniowanie działań i inicjatyw istotnych dla rozwoju bibliotek oraz okresowa ocena działalności bibliotek i skuteczności polityki bibliotecznej.
W skład Rady powoływani są:
- dyrektor Biblioteki Narodowej
- dyrektor Biblioteki Jagiellońskiej
- czterej przedstawiciele bibliotek publicznych wskazani przez ministra właściwego do spraw kultury i ochrony dziedzictwa narodowego
- czterej przedstawiciele bibliotek szkolnych, pedagogicznych i naukowych wskazani przez ministra właściwego do spraw oświaty i wychowania
- dwaj przedstawiciele środowisk naukowych wskazani przez ministra właściwego do spraw szkolnictwa wyższego i nauki
- trzej przedstawiciele środowisk bibliotekarskich i twórczych.

Skład Rady stanowić ma reprezentację opinii wszystkich środowisk powiązanych z bibliotekami i bibliotekarstwem. Członkowie Rady powoływani są przez Ministra Kultury i Dziedzictwa Narodowego na okres pięciu lat. Sposób funkcjonowania Rady określa Rozporządzenie Ministra Kultury i Dziedzictwa Narodowego z dnia 14 lutego 2012 r. w sprawie organizacji i trybu działania Krajowej Rady Bibliotecznej, które definiuje zasady wyboru przewodniczącego, powoływania zespołów problemowych, zwoływania posiedzeń, podejmowania uchwał, sporządzania protokołów i sprawozdań z działalności Rady.

## Skład Rady w kolejnych kadencjach
(w porządku alfabetycznym)

### 1998–2002
- Jan Brudnicki – Związek Literatów Polskich
- Renata Dietz – bibliotekarz szkolny Zespołu Szkół Kształcenia Podstawowego i Gimnazjalnego w Gdańsku
- Aleksandra Gustołek – dyrektor Pedagogicznej Biblioteki Wojewódzkiej w Szczecinie
- dr Henryk Hollender – dyrektor Biblioteki Uniwersytetu Warszawskiego
- Janina Jagielska – dyrektor Biblioteki Publicznej m. st. Warszawy
- Michał Jagiełło – dyrektor Biblioteki Narodowej, Przewodniczący Rady
- prof. dr hab. Jadwiga Kołodziejska – przewodnicząca Polskiego Towarzystwa Czytelniczego
- Mirosława Korbut – bibliotekarz Miejskiej Biblioteki Publicznej we Wrocławiu
- Leszek Mazurkiewicz – dyrektor Biblioteki Publicznej Miasta i Gminy Ożarów Maz.
- prof. dr hab. Jan Malicki – dyrektor Biblioteki Śląskiej w Katowicach
- Bogusław Olejniczak – dyrektor I Gimnazjum w Łodzi
- Leszek Palus – dyrektor Miejskiej Biblioteki Publicznej w Oświęcimiu
- prof. dr hab. Jan Sójka – dyrektor Biblioteki Głównej Akademii Ekonomicznej w Poznaniu
- Maria Śliwińska – wicedyrektor Biblioteki Uniwersytetu im. Mikołaja Kopernika w Toruniu
- prof. dr hab. Krzysztof Zamorski – dyrektor Biblioteki Jagiellońskiej

### 2003–2008
- Helena Bednarska – dyrektor Wojewódzkiej Biblioteki Publicznej i Centrum Animacji Kultury w Poznaniu
- prof. dr hab. Marcin Drzewiecki – Uniwersytet Warszawski. Instytut Informacji Naukowej i Studiów Bibliologicznych
- Jan Jackowicz-Korczyński – koordynator ds. bibliotek Zespołu Zadaniowego Programu INTERKL@SA, koordynator sieci ENSIL w Polsce
- Michał Jagiełło – dyrektor Biblioteki Narodowej, przewodniczący Rady do marca 2007 r. (złożył rezygnację w związku z przejściem na emeryturę); po tym terminie w poczet członków Rady powołany został dr Tomasz Makowski, nowy dyrektor Biblioteki Narodowej
- Jan Krajewski – prezes Polskiego Związku Bibliotek
- prof. dr hab. Jan Malicki – dyrektor Biblioteki Śląskiej w Katowicach, przewodniczący Rady od 25 czerwca 2007 r.
- Jacek Nowiński – dyrektor Biblioteki Elbląskiej
- prof. dr hab. Zdzisław Pietrzyk – dyrektor Biblioteki Jagiellońskiej
- Hanna Sokołowska – III Liceum Ogólnokształcące w Lublinie
- Jolanta Stępniak – dyrektor Biblioteki Głównej Politechniki Warszawskiej
- Andrzej Tyws – dyrektor Wojewódzkiej i Miejskiej Biblioteki Publicznej we Wrocławiu
- Bohdan Urbankowski – poeta
- dr Krzysztof Walczak – dyrektor Pedagogicznej Biblioteki Wojewódzkiej im. A. Parczewskiego w Kaliszu
- Jan Wołosz – przewodniczący Stowarzyszenia Bibliotekarzy Polskich
- prof. dr hab. Krzysztof Zamorski – Uniwersytet Jagielloński, Instytut Historii

### 2009–2013
- Sylwia Czacharowska – dyrektor Warmińsko Mazurskiej Biblioteki Pedagogicznej w Olsztynie
- dr hab. Anna Maria Gruca – Instytut Informacji Naukowej i Bibliotekoznawstwa Uniwersytetu Jagiellońskiego
- Małgorzata Kłos – dyrektor Pedagogicznej Biblioteki Wojewódzkiej w Gdańsku
- Jan Krajewski – prezes Związku Bibliotek Polskich
- dr Tomasz Makowski – dyrektor Biblioteki Narodowej, przewodniczący Rady
- prof. dr hab.  Jan Malicki – dyrektor Biblioteki Śląskiej w Katowicach
- Piotr Matywiecki – poeta
- Jacek Nowiński – dyrektor Biblioteki Elbląskiej im. C.K. Norwida
- Andrzej Ociepa – dyrektor Miejskiej Biblioteki Publicznej we Wrocławiu
- prof. Zdzisław Pietrzyk – dyrektor Biblioteki Jagiellońskiej
- prof. Barbara Sosińska-Kalata – Instytut Informacji Naukowej i Studiów Bibliologicznych Uniwersytetu Warszawskiego
- Elżbieta Stefańczyk – prezes Stowarzyszenia Bibliotekarzy Polskich, zastępca dyrektora Biblioteki Narodowej
- Teresa Szymorowska – dyrektor Książnicy Kopernikańskiej w Toruniu
- Danuta Tatarczak – bibliotekarz szkolny Publicznego Gimnazjum nr 4 w Siedlcach
- Iwona Włodarska – bibliotekarz szkolny VIII LO im. Władysława IV w Warszawie

### 2014–2019
- Paweł Braun – dyrektor Wojewódzkiej i Miejskiej Biblioteki Publicznej im. Josepha Conrada - Korzeniowskiego w Gdańsku, przedstawiciel MKiDN;
- Sylwia Czacharowska – dyrektor Warmińsko-Mazurskiej Biblioteki Pedagogicznej im. Prof. Tadeusza Kotarbińskiego w Olsztynie, przedstawiciel MEN;
- Jan Krajewski – prezes Polskiego Związku Bibliotek;
- Alicja Kuduk – nauczyciel bibliotekarz w II Liceum Ogólnokształcącym im. gen. Gustawa Orlicz – Dreszera w Chełmie, przedstawiciel MEN;
- dr Emanuel Kulczycki – Uniwersytet im. Adama Mickiewicza w Poznaniu, Wydział Nauk Społecznych, Instytut Filozofii, przedstawiciel MNiSW;
- dr Tomasz Makowski – dyrektor Biblioteki Narodowej;
- prof. dr hab. Jan Malicki – dyrektor Biblioteki Śląskiej w Katowicach;
- Piotr Matywiecki – przedstawiciel Stowarzyszenia Pisarzy Polskich;
- Agnieszka Miśkiewicz – nauczyciel bibliotekarz w Zespole Szkół Społecznych nr 1 w Krakowie, przedstawiciel MEN;
- Jacek Nowiński – dyrektor Biblioteki Elbląskiej; przedstawiciel MKiDN;
- Andrzej Ociepa – dyrektor Miejskiej Biblioteki Publicznej we Wrocławiu, przedstawiciel MKiDN;
- prof. dr hab. Zdzisław Pietrzyk – dyrektor Biblioteki Jagiellońskiej;
- doc. dr hab. Jacek Soszyński – Uniwersytet Warszawski, Wydział Historyczny, Instytut Informacji Naukowej i Studiów Bibliologicznych, przedstawiciel MNiSW;
- Elżbieta Stefańczyk – przewodnicząca Stowarzyszenia Bibliotekarzy Polskich;
- Irena Zalewska - nauczyciel bibliotekarz w Zespole Szkół nr 1 w Stargardzie Szczecińskim, przedstawiciel MEN

### 2019–2024
- dr Agata Arkabus – nauczyciel bibliotekarz Publicznej Biblioteki Pedagogicznej RODN „WOM” w Częstochowie, przewodnicząca Sekcji Bibliotek Pedagogicznych i Szkolnych Stowarzyszenia Bibliotekarzy Polskich
- dr Barbara Budyńska – przewodnicząca Stowarzyszenia Bibliotekarzy Polskich
- dr Aneta Drabek – starszy kustosz dyplomowany, Centrum Informacji Naukowej i Biblioteka Akademicka, Uniwersytet Śląski
- Joanna Kamińska – dyrektor Pedagogicznej Biblioteki Wojewódzkiej im. KEN w Warszawie
- dr Dagmara Kawoń-Noga – nauczyciel bibliotekarz w Pedagogicznej Bibliotece Wojewódzkiej w Regionalnym Zespole Placówek Wsparcia Edukacji w Opolu
- Jan Krajewski – prezes Polskiego Związku Bibliotek
- prof. dr hab. Grzegorz Leszczyński – kierownik Zakładu Literatury Popularnej, Dziecięcej i Młodzieżowej, Uniwersytet Warszawski
- dr Tomasz Makowski – dyrektor Biblioteki Narodowej, przewodniczący Rady
- Andrzej Marcinkiewicz – Wojewódzka Biblioteka Publiczna im. Emilii Sukertowej-Biedrawiny w Olsztynie
- Agnieszka Miśkiewicz – nauczyciel bibliotekarz w Zespole Szkół Społecznych nr 1 w Krakowie, zastępca prezesa Rady Głównej Towarzystwa Nauczycieli Bibliotekarzy
- Jacek Nowiński – dyrektor Biblioteki Elbląskiej im. Cypriana Norwida
- Andrzej Ociepa – Miejska Biblioteka Publiczna we Wrocławiu
- Dorota Olejnik – dyrektor Biblioteki Publicznej Gminy Grodzisk Mazowiecki
- prof. dr hab. Zdzisław Pietrzyk – Biblioteka Jagiellońska
- dr hab. Jacek Soszyński, prof. PAN – dyrektor Instytutu Historii Nauki im. Ludwika i Aleksandra Birkenmajerów Polskiej Akademii Nauk w Warszawie

### 2024–2029[4]
- dr Halina Bernat – dyrektor Miejskiej Biblioteki Publicznej w Łodzi, wskazana przez Ministra Kultury i Dziedzictwa Narodowego;
- Małgorzata Grupińska-Bis – dyrektor Wojewódzkiej Biblioteki Publicznej i Centrum Animacji Kultury w Poznaniu, wskazana przez Ministra Kultury i Dziedzictwa Narodowego;
- dr Barbara Budyńska – przewodnicząca Stowarzyszenia Bibliotekarzy Polskich, przedstawicielka środowisk bibliotekarskich i twórczych;
- Katarzyna Kamińska – dyrektor Biblioteki Raczyńskich w Poznaniu, wskazana przez Ministra Kultury i Dziedzictwa Narodowego;
- Joanna Kamińska – dyrektor Pedagogicznej Biblioteki Wojewódzkiej im. KEN w Warszawie, wskazana przez Ministra Edukacji Narodowej;
- Danuta Szewczyk-Kłos – dyrektor Biblioteki Uniwersytetu Opolskiego, przewodnicząca Rady Wykonawczej Konferencji Dyrektorów Bibliotek Akademickich Szkół Polskich, wskazana przez Ministra Nauki;
- Jan Krajewski – prezes Polskiego Związku Bibliotek, przedstawiciel środowisk bibliotekarskich i twórczych;
- dr Tomasz Makowski – dyrektor Biblioteki Narodowej, przewodniczący Rady;
- Agnieszka Miśkiewicz – nauczyciel bibliotekarz, zastępca prezesa Rady Głównej Towarzystwa Nauczycieli Bibliotekarzy Szkół Polskich, prezes oddziału TNBSP w Krakowie, wskazana przez Ministra Edukacji Narodowej;
- dr Dagmara Kawoń-Noga – Opolskie Centrum Edukacji - Pedagogiczna Biblioteka Wojewódzka w Opolu, wskazana przez Ministra Edukacji Narodowej;
- Dorota Olejnik – dyrektor Biblioteki Publicznej w Grodzisku Mazowieckim, wskazana przez Ministra Kultury i Dziedzictwa Narodowego;
- prof. dr hab. Anna Nasiłowska-Rek – prezes Zarządu Stowarzyszenia Pisarzy Polskich, przedstawicielka środowisk bibliotekarskich i twórczych.
- dr hab. Remigiusz Sapa – prof. UJ, dyrektor Biblioteki Jagiellońskiej;
- Jakub Szprot – kierownik Platformy Otwartej Nauki Interdyscyplinarnego Centrum Modelowania Matematycznego i Komputerowego (ICM) Uniwersytetu Warszawskiego, wskazany przez Ministra Nauki;
- Ewa Wziątek – nauczyciel-bibliotekarz X Liceum Ogólnokształcącego z oddziałami integracyjnymi im. Stanisława Konarskiego w Radomiu, wskazana przez Ministra Edukacji Narodowej;

## Podstawy prawne funkcjonowania Krajowej Rady Bibliotecznej
- Ustawa z dnia 27 czerwca 1997 roku o bibliotekach[1]